# مسجد المدينة
مسجد المدينة هو مسجد الحرم الجامعي لحصن نزامات في مدينة مرشد أباد الواقعة في ولاية البنغال الغربية في الهند، هناك اثنين من مساجد المدينة في حرم الحصن القديم لنزامات، المسجد القديم بناه أحد نواب سراج مسعود دوالها خلال القرن الثامن عشر الميلادي، أما الجديد فبني من قبل نواب منصور علي خان في عام 1847 .

## التاريخ
كان المسجد القديم جزء من امامبارا نزامات القديمة، التي بناها نواب سراج مسعود دوالها، ولكن المسجد القديم احترق جزئيا في حريق في عام 1842، ثم احترق احتراق تماما عندما اشتعلت النار في أرجائه في 23 كانون الأول عام 1846، وبقي مسجد المدينة القديم على حاله بعد أن طفأت النار عام 1846 حتى قام نواب منصور علي خان ببناء امامبارا نزامات في عام 1847، فقام ببناء مسجد آخر داخل المدينة، وكلاهما المسجدان يقعان بشكل موازي لواجهت قصر هازردواري إلى الجنوب على ضفاف نهر بهجيراتي .

## بناء المسجد القديم
شيد المسجد القديم من قبل نواب سراج مسعود دوالها، أما التربة فقد جلبت من مكة واختلطت مع التربة المحلية حال بناء وتأسيس المسجد، حتى يمكن من إتاحة الفرصة للمواطنين الفقراء في المجتمع المسلم المحلي لتجربة الحج واحدة من أركان الإسلام الخمسة، شيدت أساسات المسجد من الخشب، وألحقت به أضرار نتيجت النيران عام 1842 قبل أن يتم تدميره بالكامل جراء اشتعال النار عام 1846، المسجد القديم يعد أصغر من المسجد الجديد ويحتوي على قبة واحدة .

## بناء المسجد الجديد
شيد المسجد الحالي في عام 1847 تحت إشراف صادق علي خان، تم بناء المسجد الجديد على منصة مرتفعة مزينة ببلاط الزينة الصيني، وتحتوي الأساسات على تربة من كربلاء، وكان المسجد في الماضي يحتوي على نوافير في وسط ساحته، وزخرفت أقواس وجدران المسجد بنصوص من القرآن الكريم .